# Ion Niculi
Ion Niculi (n. 25 ianuarie 1887, Iași, România – d. 31 iulie 1979, Iași, România) a fost un demnitar comunist român, care a deținut funcția de vicepreședinte al Prezidiumului Republicii Populare Române (30 decembrie 1947 - 13 aprilie 1948).

## Biografia de ilegalist
Ion Niculi s-a născut la data de 25 ianuarie 1887 în orașul Iași, într-o familie de muncitori. A lucrat de timpuriu ca ucenic, apoi a fost lucrător tipograf. Începând din anul 1912 participă la mișcarea muncitorească, în special la numeroase acțiuni revendicative ale muncitorilor tipografi și textiliști din Iași.
În anul 1921, devine membru al Partidului Comunist Român. În perioada 1923-1931, îndeplinește funcția de secretar al Comisiei locale muncitorești din Iași, afiliată Consiliului General al Sindicatelor Unitare din România. În această calitate, reprezintă ca delegat muncitorimea ieșeană la congresele de la Sibiu, Cluj și Timișoara.
De asemenea, între anii 1925-1933, a activat în cadrul Blocului Muncitoresc Țărănesc, precum și în alte organizații inițiate și conduse de către PCR. A avut un rol important la manifestările de la Casa Poporului din Iași (constituită în anii 1918-1921), la tipărirea ziarului Moldova Roșie din satul Vlădiceni - Iași, la procurarea unor documente necesare muncii clandestine, precum și la desfășurarea activității altor organizații ieșene muncitorești și socialiste.
Din cauza activității conspirative desfășurate și a funcțiilor de conducere deținute în organizațiile muncitorești comuniste, Ion Niculi a fost arestat în numeroase rânduri și condamnat, executând pedepse în închisorile pentru deținuți politici de la Galata - Iași, Chișinău, Doftana și Târgu Jiu.

## Activitatea în timpul regimului comunist
După răsturnarea guvernului antonescian la 23 august 1944, i se încredințează diverse funcții în partid și în stat. În urma alegerilor parlamentare din noiembrie 1946, este ales ca deputat al Blocului Național Democrat, îndeplinind funcția de vicepreședinte al Camerei Deputaților. 

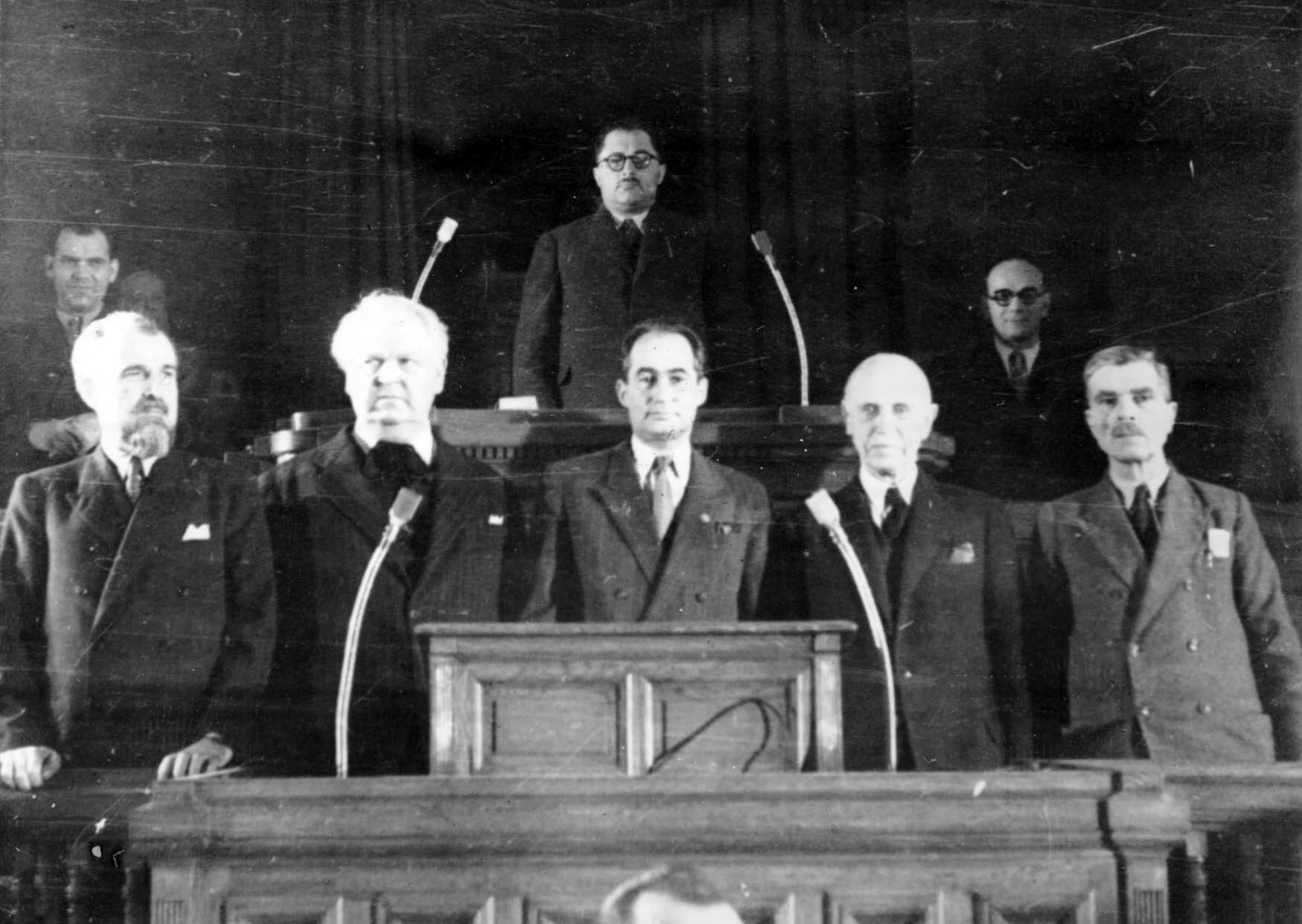
Prezidiul Republici Populare Române în 1948; de la stânga la dreapta Ștefan Voitec, Mihail Sadoveanu, Gheorghe Stere, Constantin Ion Parhon și Ion Niculi.

După proclamarea Republicii Populare Române la 30 decembrie 1947, Ion Niculi a fost ales membru (vicepreședinte) al Prezidiumului Republicii Populare Române (30 decembrie 1947 - 13 aprilie 1948), alături de Constantin Ion Parhon, Mihail Sadoveanu, Ștefan Voitec și Gheorghe Stere. Ion Niculi a fost deputat în Marea Adunare Națională în sesiunile din perioada 1948 - 1957.
Membru al Comitetului regional Moldova al P.C.R. din anul 1946, Ion Niculi a fost ales la Congresul din 1948 ca membru în Comitetul Central al Partidului Muncitoresc Român (noua denumire a PCR). În anul 1955 a fost ales membru al Comisiei Centrale de Revizie a partidului. De asemenea, în perioada 28 martie 1953 - 1956, a ocupat funcția de președinte al Comitetului executiv al Sfatului Popular al orașului Iași (funcție echivalentă cu cea de primar). Ulterior, a devenit președinte al Consiliului Regional Iași al ARLUS.
Ion Niculi a primit titlul de "Erou al Muncii Socialiste”. A decedat la data de 31 iulie 1979 în orașul Iași, la vârsta de 92 ani, fiind înmormântat în Cimitirul Eternitatea din Iași.

## Distincții
- Medalia „A cincea aniversare a Republicii Populare Române” (24 decembrie 1952) „pentru lupta și munca duse în vederea făuririi, consolidării și prosperării Republicii Populare Române”[1]
- Ordinul „23 August” clasa a III-a (12 august 1959) „pentru merite deosebite în opera de construire a socialismului”[2]
- Medalia „40 de ani de la înființarea Partidului Comunist din Romînia” (6 mai 1961) „pentru activitate îndelungată în mișcarea muncitorească și merite în opera de construire a socialismului”[3]
- Ordinul „Tudor Vladimirescu” clasa a II-a (30 aprilie 1966) „cu prilejul celei de-a 45-a aniversări de la înființarea Partidului Comunist din România, pentru merite deosebite în opera de construire a socialismului”[4]
- titlul de Erou al Muncii Socialiste și medalia de aur „Secera și ciocanul” (4 mai 1971) „cu prilejul aniversării a 50 de ani de la constituirea Partidului Comunist Român, [...] pentru activitate îndelungată în mișcarea muncitorească și merite deosebite în opera de construire a socialismului în patria noastră”[5]